# Cinq nôs modernes

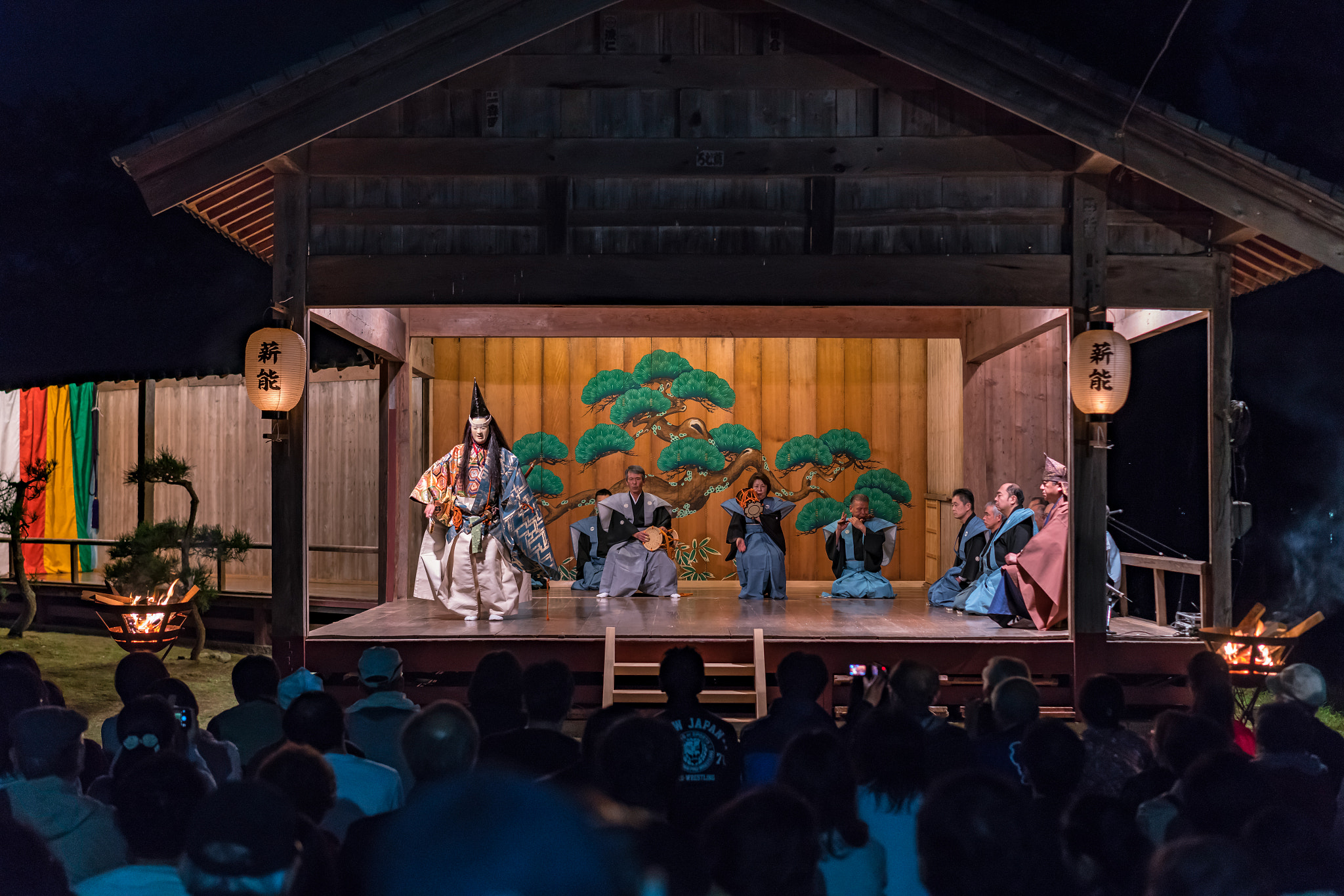
Une représentation de « Nô » sur une scène à Sado, au Japon.

Cinq nôs modernes est une collection de pièces de théâtre écrites par l'auteur japonais Yukio Mishima. Composées entre 1950-1955, ces pièces sont présentées comme des œuvres modernes à Tokyo. De ces cinq, seule Le tambour de damas est exprimé dans la façon traditionnelle du nô. Aoi quant à elle est présentée dans le style d'un opéra occidental. Les pièces empruntent d'anciens arguments de nô ou des contes de fées traditionnels et étrangers et les placent dans un cadre moderne.
Donald Keene est le traducteur en anglais des Cinq Nōs modernes. La traduction française est due à Marguerite Yourcenar qui a préfacé l'édition parue chez Gallimard. 

## Liste des pièces
Un poète rencontre Komachi, vieille femme à l'allure repoussante, une nuit dans un parc de Tokyo. Elle évoque la mémoire de quand elle était belle, 80 ans auparavant. Elle se souvient d'une nuit dans les années 1880 et avec l'aide du poète (qui joue le rôle de l'officier dont elle est tombée amoureuse), ils revivent cette nuit. Le poète se rend compte qu'elle est toujours aussi belle et voit par delà ses vêtements en lambeaux et son misérable corps. Mais exprimer sa beauté ne peut qu'entraîner la mort.
- Le Tambour de Soie : un vieil homme s'éprend d'une riche dame fréquentant régulièrement une boutique voisine. Elle et ses complices jouent un mauvais tour à l'homme en le défiant de faire résonner un tambour. S'il peut faire sortir un son du tambour, il gagnera un baiser. Cependant, ce tambour n'est qu'un accessoire de théâtre fait de soie, incapable de produire aucun son. De dépit, il se suicide, et son fantôme tente de séduire la dame, et 99 fois tente de faire sonner le tambourin. n'y parvenant pas, son esprit aussi disparait. Cette pièce fait écho  à Sotoba Komachi.
- Yoboroshi (dans la seconde version): un jeune garçon donné à l'adoption  très jeune est l'objet d'un contentieux juridique entre sa famille biologique, qui souhaite son retour, et ses parents adoptifs qui,sans enfant biologique, aiment cet adolescent qu'ils ont beaucoup gâté, et qui, manipulant les uns et les autres, y compris la juge, exprime un profond désintérêt pour ces deux familles, qu'il fait sortir de la salle d'audience, et à la fin ne s'ouvre qu'à la juge qui semble, comme les autres, lui être soumise.
- Kantan (dans la première version) : un jeune qui ne voit aucun sens en quoi que ce soit, se demande ce qui se passera s'il dort sur un oreiller magique qui permet au rêveur de se rendre compte de ce qu'il comprend déjà, la futilité de l'existence.
- Hanjo : une jeune femme d'une grande beauté, qui vit sous l'autorité d'une femme plus âgée et lesbienne qui l'aime d'un amour platonique, est devenue folle. Elle attend chaque jour à la gare le retour de l'homme qu'elle aime. Lorsque ce dernier se présente, elle le repousse, certaine qu'il s'agit d'un imposteur puisqu'elle dit ne voir son visage que recouvert du masque de la mort. Cette pièce illustre un lieu commun de la littérature japonaise, celle de l'amoureuse qui attend, et dont l'amour finit par se porter sue cette attente.
- Aoi : une femme mariée est dans le coma, et visitée régulièrement par l'esprit jaloux de la maîtresse de son mari, lorsque cette dernière dort. Alors que son mari décide de mettre un terme à leur liaison, Aoi meurt.

## Réception
En 1955, ces Cinq nôs modernes valent à Mishima d'être couronné du prestigieux prix Kishida dans la catégorie Théâtre décerné par les éditions Shinchōsha.

## Source de la traduction
- (en) Cet article est partiellement ou en totalité issu de l’article de Wikipédia en anglais intitulé « Five Modern Noh Plays » (voir la liste des auteurs).